# رمی بلوو
رمی بلوو (فرانسوی: Rémy Belvaux‎؛ ۱۰ نوامبر ۱۹۶۶ – ۴ سپتامبر ۲۰۰۶) هنرپیشه، تهیه‌کننده، کارگردان و فیلم‌نامه‌نویس اهل بلژیک بود. وی برادر لوکاس بلوو، بازیگر و کارگردان و برونو بلوو، کارگردان تئاتر بود.
معروف‌ترین فیلم او انسان سگ را گاز می‌گیرد که عنوان اصلی آن این در محله شما رخ داد (به فرانسوی: C'est arrivé près de chez vous) بود در مورد گروهی فیلمساز است که مستندی در مورد زندگی یک قاتل زنجیره‌ای می‌سازند. بلوو در این فیلم نقش یکی از روزنامه‌نگارها را بازی می‌کند.